# Општина Финиш (Бихор)
Финиш (рум. Finiş) општина је у Румунији у округу Бихор.
Oпштина се налази на надморској висини од 279 m.